# لارس مارتن
لارس مارتن (بالألمانية: Lars Marten)‏ هو لاعب كرة قدم ألماني في مركز الدفاع، ولد في 23 مارس 1984 في لودنشايد في ألمانيا. لعب مع روت فايس لودنشايد.

## وصلات خارجية
- لارس مارتن على موقع قاعدة بيانات كرة القدم.إي يو (الإنجليزية)
- لارس مارتن على موقع بيانات كرة القدم. دي إي (الألمانية)